# Evert Dollekamp
Evert Dollekamp (6 maart 1959) is een Nederlandse dammer die is opgegroeid in Drenthe en tegenwoordig in Zuid-Holland woont. Hij was Drents kampioen in 1979, 1980, 1981 en 1982 en Gronings kampioen in 1987. Hij nam deel aan het Nederlands kampioenschap in 1984 (zonder een overwinning, met 6 remises en 5 nederlagen) en in 1991 (zonder overwinning, met 8 remises en 5 nederlagen). Hij speelt sinds de oprichting in 1981 voor het Drents tiental en na de fusie met damclub Hijken in 2001 voor Hijken DTC. Hij was in de nationale competitie topscorer van zijn team in de seizoenen 1982, 1987/88, 1997/98 en 2000/01 (in het laatste seizoen samen met Peter Schuitema).

## Bijzonderheden
Evert schreef gedurende zijn damloopbaan artikelen over zijn belevenissen als dammer van het Drents tiental en Hijken DTC onder de titel "Evert Dollekamp Speaking" kortweg EDS. De jaargangen 2001/02 t/m 2005/06 daarvan staan op de website met jaarlijkse statistieken over Hijken DTC.